# Agis III
Agis III fue el vigésimo rey de la dinastía euripóntida de Esparta. Fue el hijo mayor de Arquidamo III, y tuvo un reinado breve entre el 338 a. C. y el 331 a. C. Sucedió a su padre, muerto en la batalla de Manduria (Magna Grecia) en 338 a. C. Aquel año Esparta perdió parte de su territorio después de la victoria macedonia en Queronea. Agis III no aceptó de buen grado la hegemonía macedónica, y cuando se inició la guerra contra Persia comenzó a conspirar.
En 333 a. C. el rey, con un pequeño trirreme, se acercó a los comandantes persas del Egeo, Farnabazo III y Autofradates a pedir dinero para llevar a término ataques contra Alejandro Magno en Grecia, pero solo recibió 30 talentos y 10 trirremes, y al recibir las noticias de la batalla de Issos hubo de cancelar sus planes. Envió los 10 trirremes a su hermano Agesilao con instrucciones de que marchase con ellos a Creta para asegurar los intereses espartanos en la isla, y parece que Agesilao le obedeció.
En 331 a. C., los estados griegos se aliaron contra Macedonia. Esparta, Élide, Acaya y parte de Arcadia formaron una alianza a la que Argos, Mesenia y Megalópolis rehusaron ingresar. Al conocer el desastre de Zopirión y la revuelta que había estallado en Tracia (331 a. C.), los aliados iniciaron la guerra, y Agis III recibió el mando del ejército aliado formado por el ejército lacedemonio y un cuerpo de ocho mil mercenarios griegos que habían estado en la batalla de Issos. Agis derrotó a los macedonios dirigidos por Corragos.
Entonces otras ciudades de Grecia se unieron a los aliados griegos, y Megalópolis fue asediada. Antípatro fue en ayuda de la ciudad y cerca de la misma se libró una batalla en la que Agis fue derrotado y muerto en una fecha que Apiano, Diodoro Sículo y algunas otros sitúan entre septiembre y octubre del 331 a. C., pero que otros autores aplazan hasta la primavera del 330 a. C. Le sucedió su hermano Eudamidas I.